# Anna Maria Guasch
Anna Maria Guasch (Barcelona, 1953) és catedràtica d'Història de l'Art de la Universitat de Barcelona i crítica d'art, especialitzada en art contemporani.

## Biografia
Anna Maria Guasch va estudiar Geografia i Història (especialitat d'Història de l'Art) a la Universitat de Barcelona i es va doctorar a la Universitat de Sevilla. És Catedràtica d'Història de l'Art Contemporani a la Universitat de Barcelona.
Des de 1996 Anna Maria Guasch ha centrat el seu interès en l'estudi de l'art internacional de la segona meitat del segle xx i en l'anàlisi de les exposicions que l'han generat, com, per exemple, a El Arte del siglo XX: de la Segunda Guerra Mundial hasta nuestros días. Posteriors investigacions analitzen l'escena artística fronterera entre l'art del segle xx i el del segle xxi, qüestió desenvolupada al llibre El arte último del siglo XX. Del posminimalismo a lo multicultural: 1968-1995. En el camp teòric de la crítica sobresurten el text d'edició La crítica de arte. Historia, teoría y praxis, La crítica dialogada: Entrevistas sobre arte y pensamiento contemporáneo i Discrepant Dialogues in Art Criticism (2000-2011). Formal, Textual and (Con) textual Art Criticism (en prensa). Ha estat co-editora, juntament amb Joseba Zulaika, de Learning from the Bilbao Guggenheim.
Entre 2000 i 2011 ha estat visiting fellow de les universitats estatunidenques de Princeton, Yale, Colúmbia (Nova York), San Diego i de l'School of the Art Institute of Chicago. El 2002 va ser guest scholar de recerca del Getty Research Institute (Los Angeles), centre on va dur a terme una altra estada de recerca el 2008. Ha impartit seminaris i cursos a la Pontifícia Universitat Catòlica de Xile (2002), a l'Instituto Nacional de Bellas Artes y Literatura (Mèxic, 2003), a l'Escuela de Cine de San Antonio de Los Baños de La Habana (2005), i a les universitats d'Antioquia (Medellín) i la Nacional de Colòmbia (2004, 2006 i 2007), a la Universitat Autònoma de Nuevo León (Monterrey, 2006).
Dirigeix i coordina el grup d'investigació Global Art Archive, que des de la crítica, la pràctica artística i la teoria, analitza el valor de l'arxiu com a mediador entre la memòria col·lectiva i l'esdevenir individual. Forma part del Projecte de Recerca Internacional Visual Culture Studies in Europe, de l'Humanities in the European Research Area (HERA), i del Grup de recerca amb seu a París Art et mondialisation (INHA). També és directora de la publicació en línia Revista de Estudios Culturales y Arte Contemporáneo i autora, juntament amb Jean-Marc Poinsot, Jonathan Harris i Henry Meyric Hugues, de l'Anthologie international de la critique d'art, de 1950 à ens jours.

## Premis i reconeixements
El 2013 va rebre el premi GAC, atorgat pels galeristes d'art catalans.